# Lake View (Nueva York)
Lake View es un área no incorporada (o conocidas como aldea) ubicada en el condado de Erie en el estado estadounidense de Nueva York. Lake View se encuentra ubicada dentro del pueblo de Hamburg.

## Geografía
Lake View se encuentra ubicada en las coordenadas 42°44′28″N 78°51′25″O / 42.74111, -78.85694.